# 赤い自転車
「赤い自転車」（あかいじてんしゃ）は、日本のデュオ・花*花のインディーズ4作目のシングル。

## 概要
表題曲は、NHKの『みんなのうた』で、1999年4月 - 5月に放送された。
作詞・作曲：おのまきこ、編曲：パパダイスケ。
花*花の初の『みんなのうた』出演。放送では2番の一部が省略された。音声は2009年10月 - 11月の再放送で撮り直しが行われている。
『みんなのうた』の放送で使用されたアニメーションの映像は、いずれも番組初参加の藤野禎子と岡田誠司の2人が共同制作した。
映像では曲とイメージが合わないはずの人魚と魚が登場する。しかし、1番の途中で人魚が人間の少女に、魚が「赤い自転車」にそれぞれ変身し、最終的に曲とイメージが合うという意表の付いた作品となっている。
同番組で1985年2月 - 3月に放送された「黄色い自転車」とは色違いだが無関係。
- 前作「雨の雫」から1ヶ月ぶりのシングル。
- 今作が最後の8センチシングル規格となった。
- 表題曲としては初めておのまきこが手掛けた。また、NHK『みんなのうた』に起用され、初めてタイアップが付いた。

## 収録曲
1. 赤い自転車
作詞・作曲：おのまきこ
編曲：パパダイスケ、花花
2. 赤い自転車 [TV MIX]
作詞・作曲：おのまきこ
編曲：パパダイスケ、花花
表題曲のテレビサイズバージョン。
3. 赤い自転車 [ORIGANL KARAOKE]
作曲：おのまきこ
編曲：パパダイスケ、花花
表題曲のオリジナル・カラオケバージョン。

## 参加ミュージシャン
花*花
- こじまいづみ：Vocal (#1,2)
- おのまきこ：Piano

Support Musician
- パパダイスケ：Acoustic Guitar & Cavaquinho
- 中村岳：Bongo
- 奥田章三：Fluegelhorn
- 宗清洋：Trombone
- 長野昭子：Violin
- 山本愛子：Violin
- 高田豊子：Viola
- 上塚憲一：Cello
- 1月25日朝の大和川河川敷：Special Noise

## タイアップ
- NHK『みんなのうた』1999年4月,5月度放送曲 (#1)

## 収録アルバム
- 11songs (#1 ALBUM MIX)
- FOOT PRINT〜花*花WORKS 2000-2003 (#1 ALBUM MIX)
- ゴールデン☆ベスト シングル・コレクション (#1)
- 2×20 (#1 ALBUM MIX & 新車 ver.)
- NHKみんなのうた/小さな手紙 (#1)